# 1681 Штайнметц
1681 Штайнметц (1681 Steinmetz) — астероїд головного поясу, відкритий 23 листопада 1948 року.
Тіссеранів параметр щодо Юпітера — 3,327.